# Odoardo Antonio Rovescalli
Odoardo Antonio Rovescalli (Crema, 21 dicembre 1864 – Milano, 12 dicembre 1936) è stato uno scenografo italiano.

## Biografia
Nacque a Crema, in Lombardia, il 21 dicembre 1864. Sin da giovane si appassionò alle discipline decorative nella bottega dello zio Luigi Dell'Era, scenografo titolare del teatro Manzoni di Milano, e dietro sua insistenza si iscrisse nel 1879 all'Accademia di belle arti di Brera; qui studiò le basi della decorazione, architettura, prospettiva e pittura di paesaggio oltre che pittura di figura nell'arco dei suoi sei anni di formazione.
Iniziò la sua carriera di scenografo presso il teatro Manzoni di Milano, venendo poi contattato dal teatro Sociale di Crema nel 1885 per dipingere un sipario e alcune scene generiche; negli anni successivi lavorò inoltre per il teatro dei Filodrammatici di Milano, per il teatro dell'Opera di Roma oltre che per il teatro Comunale di Bologna. Tra il 1897 e il 1898 fu scenografo presso il teatro de São Carlos di Lisbona, dipingendo da Milano gli scenari per l'opera Pagliacci di Ruggero Leoncavallo del 13 gennaio 1897 e per il ballo mascherato del 22 febbraio 1898; sempre per il teatro portoghese curò anche la scenografia per la Germania di Alberto Franchetti e per la Siberia di Umberto Giordano, ricevendo diversi elogi dalla critica. Nel 1902 conobbe a Lisbona il conterraneo Luigi Manini, che descrisse come un "misantropo".
Tra la fine del XIX e l'inizio del XX secolo presso il teatro alla Scala di Milano e nel 1898, insieme ad alcuni allievi di Carlo Ferrario, fondò la Società degli scenografi della Scala e del Teatro Lirico Internazionale, che ampliò gli orizzonti della scenografia italiana fornendo materiali sia per il celebre teatro scaligero che per diversi importanti teatri internazionali tra cui il Metropolitan Opera House di New York, il Colón di Buenos Aires, l'Opéra national di Parigi, il Mariinskij di San Pietroburgo, il Grande Teatro di Varsavia oltre che il teatro dell'Opera di Roma; l'opera di Rovescalli arrivò anche al teatro nazionale di Santa Ana a El Salvador, al quale fornì un sipario con toni pastello in stile Art Nouveau fortemente criticato dalla società conservatrice salvadoregna, e al teatro nazionale del Costa Rica.
Nel 1905 conobbe al caffè Molinari di Torino il costumista Luigi Sapelli e, in tempi successivi, il giornalista e drammaturgo Giuseppe Adami, coi quali strinse una profonda amicizia. Insieme a Sapelli collaborò all'esibizione dell'operetta La vedova allegra del 1907.
Tra le realizzazioni più note figurano: la direzione e la produzione del Trittico di Giacomo Puccini alla Scala del 1922 oltre che le scene per l'Iris di Pietro Mascagni del 1923 e per L'usignolo di Igor' Fëdorovič Stravinskij del 1926. Fu scenografo della tragedia Francesca da Rimini di Gabriele D'Annunzio mentre l'ultima opera per cui curò la scenografia fu il Falstaff di Giuseppe Verdi e Arrigo Boito, la cui rappresentazione si svolse pochi giorni dopo la sua morte, avvenuta il 12 dicembre 1936. Fu sepolto al cimitero monumentale di Milano.